# Devlet Devrim
Devlet Devrim (bürgerlich Devlet Muhsin; * 1944 in Alexandria; † vor oder am 27. Mai 2025) war eine türkische Schauspielerin.

## Leben und Karriere
Devrim wurde in Alexandria geboren. Ihre Mutter war Türkin, ihr Vater Ägypter. Im Alter von zwei Jahren zog sie mit ihrer Mutter in die Türkei. Ihre Karriere begann 1961, als sie einen Wettbewerb des Magazins Ses gewann. Ihr Filmdebüt hatte sie 1963 in Çiçeksiz Bahçe. 
Zu ihren bekanntesten Werken gehören die Filme Kırık Hayatlar und Karaoğlan: Bizanslı Zorba. Nach ihrer Hochzeit 1971 zog sie sich aus der Filmbranche zurück. Später, 1999, spielte sie in der Fernsehserie Kurtlar Sofrası mit.
Devrim starb im Mai 2025 im Alter von 81 Jahren.

## Filmografie (Auswahl)
- 1963: Çiçeksiz Bahçe
- 1963: Geçim Dünyası
- 1964: Vur Gözünün Üstüne
- 1965: Ölüm Saçan Dudaklar
- 1965: Yasak Sokaklar
- 1965: On Korkusuz Kadın
- 1966: Fatih'in Fedaisi
- 1966: Kara Fatma
- 1967: Karaoğlan: Bizanslı Zorba
- 1967: Kızıl Tehlike
- 1969: Gel Desen Gelemem Ki
- 1972: Gümüş Gerdanlık
- 1973: Maskeli Canavar
- 1999: Kurtlar Sofrası